# Жозеф-Анри Рони-старши
Жозеф-Анри Рони-старши (на френски: Joseph-Henri Rosny aîné) е псевдоним на белгийско-френския писател Жозеф Анри Оноре Бьокс, автор на произведения в жанра научна фантастика и праисторически роман. Писал е и под псевдонима Енакрио (Enacryos). Той е сред основоположниците на модерната научна фантастика.

## Биография и творчество
Жозеф-Анри Рони-старши е роден на 17 февруари 1856 г. в Брюксел, Белгия, в семейството на Йозеф Бьокс и Ирмин Тюбикс. Следва в Бордо научни изследвания свързани с математика, физика, химия и други природни науки.
През 1874 г. заминава за Лондон, за да работи в телеграфна компания. Там през 1880 г. се жени за Гертруд Холмс. През 1883 г. се мести при брат си в Париж. През 1890 г. е натурализиран като френски гражданин, без да се откаже от белгийското си гражданство.
В Париж започва да пише и се запознава с писателите Едмон дьо Гонкур и Алфонс Доде. Включва се активно в парижкия литературен живот и сътрудничи с много списания.
Първоначално пише съвместно с по-малкия си брат Серафим Юстин Франсоа Бьокс под псевдонима J.-H. Rosny. След 1908 г. двамата се разделят и той приема псевдонима Рони-старши, а брат му Рони-младши. През 1886 г. самопубликуват първия си роман „Nell Horn de l'Armée du Salut“, създаден под влиянието на Натурализма.
Създава няколко праисторически романа. През 1909 г. е издаден праисторическият му роман „Борба за огън“. През 1981 г. романът е екранизиран в едноименния филм с участието на Евърет Макгил и Рон Пърлман.
В романа си на вампирска тематика „La Jeune Vampire“ от 1911 г. описва вампиризма като наследствена генетична промяна, подход възприет от писателя Ричард Матисън в романа му „Аз съм легенда“.
В романа „Les Navigateurs de l'infini“ от 1925 г. за първи път въвежда термина „астронавт“.
През 1897 г. е удостоен с отличието Кавалер на Ордена на Почетния легион. През 1903 г., заедно с брат си, е включен в първото жури на наградата „Гонкур“ на Академия „Гонкур“. В периода 1926 – 1940 г. е президент на Академия „Гонкур“. Номиниран е за Нобелова награда за литература през 1926, 1928 и 1933 г.
Жозеф-Анри Рони-старши умира на 15 февруари 1940 г. в Париж, Франция, на 83-годишна възраст.
На негово име през 1980 г. е учредена френска литературна награда за франкофонска научна фантастика – роман и разказ.

## Произведения
- Nell Horn de l'Armée du Salut (1886)
- Les Xipéhuz (1887)
- Tornadres (1888) – издаден и като „Le Cataclysme“
- La Légende sceptique (1889)
- Vamireh (1992)
- Tabubu (1893)
- Un Autre monde (1895)
- Les Profondeurs de Kyamo (1896)
- Amour étrusque (1898) – като Енакрио
- Les Femmes de Setnê (1903) – като Енакрио
- L'Epave (1903)
- La Guerre du Feu (1909)
Борба за огън, изд.: „Отечество“, София (1986), прев. Венелин Пройков
- La Vague rouge (1909)
- La Mort de la Terre (1910)
Смъртта на земята, изд.: ИК „Аргус“, София (1993), прев. Красимира Кочанов
- La Jeune Vampire (1911)
- Les Rafales (1912)
- La Force mystérieuse (1913)
- Le Trésor dans la Neige (1913)
- Le Coffre fort (1913) Gallica
- L'Aube du Futur (1916)
- L'Énigme de Givreuse (1916)
- Le Félin géant (1918)
- La Grande Énigme (1920)
- La Comtesse Ghislaine (1920)
- L'Étonnant Voyage de Hareton Ironcastle (1922)
- L'Amour d'abord (1923)
- Les Autres Vies, les Autres Mondes (1924)
- L'Assassin surnaturel (1924) (nouvelles)
- La Terre noire (1924)
- Les Navigateurs de l'infini (1925)
- Les Femmes des autres (1925)
- Le Trésor lointain (1926)
- La Femme Disparue (1926)
- Carillons et sirènes du Nord (1928)
- Les Conquérants du Feu (1929)
- Les Hommes-Sangliers (1929)
- Helgvor du Fleuve Bleu (1929)
- Au Château des Loups Rouges (1929)
Замъкът на червените вълци, изд.: ИК „Фар“, София (1993), прев. Венелин Пройков
- L'Initiation de Diane (1930)
- Ambor Le Loup (1931)
- La Sauvage Aventure (1932)
- Un Voleur (1932)
- Les Compagnons de l'Univers (1933)
- Le Vampire de Bethnal Green (1935)

### Екранизации
- 1981 Борба за огън, La Guerre du Feu (Quest for Fire)
- 1909 La part du pauvre – кратък филм